# Maschera (fotografia)
La maschera incorporata nei negativi a colori ha lo scopo di correggere il comportamento non ideale dei coloranti e di consentire una stampa positiva migliore.
La fotografia e la cinematografia a colori sono prevalentemente basate sulla sintesi sottrattiva tricromatica dei colori.
Questo implica che i tre coloranti primari usati, cioè il ciano, il magenta e il giallo, si comportino come filtri che "lasciano passare", ciascuno, due terzi dello spettro visibile (il ciano le bande del verde e del blu, il magenta quelle del rosso e del blu, il giallo quelle del rosso e del verde).
Tuttavia i coloranti usati nei negativi, se si eccettua il colorante giallo, si discostano da questo comportamento ideale e ciò produce, nella stampa negativo-positivo, delle distorsioni cromatiche. Il colorante ciano, ad esempio, in realtà assorbe parte del blu e del verde, e questo provoca una dominante rossastra nella stampa positiva (in altre parole i colori che "contengono" il rosso, che è il complementare del ciano, nel positivo risultano più rossastri di quanto dovrebbero). Il colorante magenta assorbe invece parte del blu e questo provoca una dominante gialla nella stampa positiva (in altre parole i colori che "contengono" il verde, che è il complementare del magenta, nel positivo risultano più gialli di quanto dovrebbero).
Per ovviare a questi inconvenienti sono state fabbricate, a partire dalla fine degli anni quaranta, pellicole negative a colori con una "maschera" incorporata nell'emulsione. La prima è stata la negativa Ektacolor prodotta dalla Eastman Kodak nel 1949. Il procedimento, inventato da W. T. "Bunny" Hanson, è stato in seguito esteso a quasi tutte (cioè salvo alcuni tipi destinati ad usi speciali) le pellicole negative per uso cinematografico e fotografico.
La maschera è ottenuta con i copulanti cromogeni incorporati negli strati sensibili: nello strato in cui, dopo lo sviluppo, si produce il ciano, viene incorporato un copulante cromogeno rossastro; nello strato in cui si produce il magenta viene incorporato un copulante giallo. Durante lo sviluppo, nello strato in cui viene generato il colorante ciano, il colorante rossastro viene eliminato in misura inversamente proporzionale al colorante ciano generato; nello strato in cui viene generato il colorante magenta, il colorante giallo viene eliminato in misura inversamente proporzionale al colorante magenta generato.
Per questo motivo il negativo a colori "mascherato" contiene sia i tre coloranti sottrattivi primari, sia i due coloranti della maschera, e appare arancione. Non si tratta naturalmente, per quanto detto sopra, di un arancione uniforme, poiché la densità e il colore della maschera nelle zone esposte non sono gli stessi di quelli nelle zone non esposte.
Inoltre non tutti i negativi hanno maschere uguali per densità e per colore, dal momento che i fabbricanti di pellicole possono usare coloranti diversi, che hanno un comportamento più o meno simile a quello ideale.

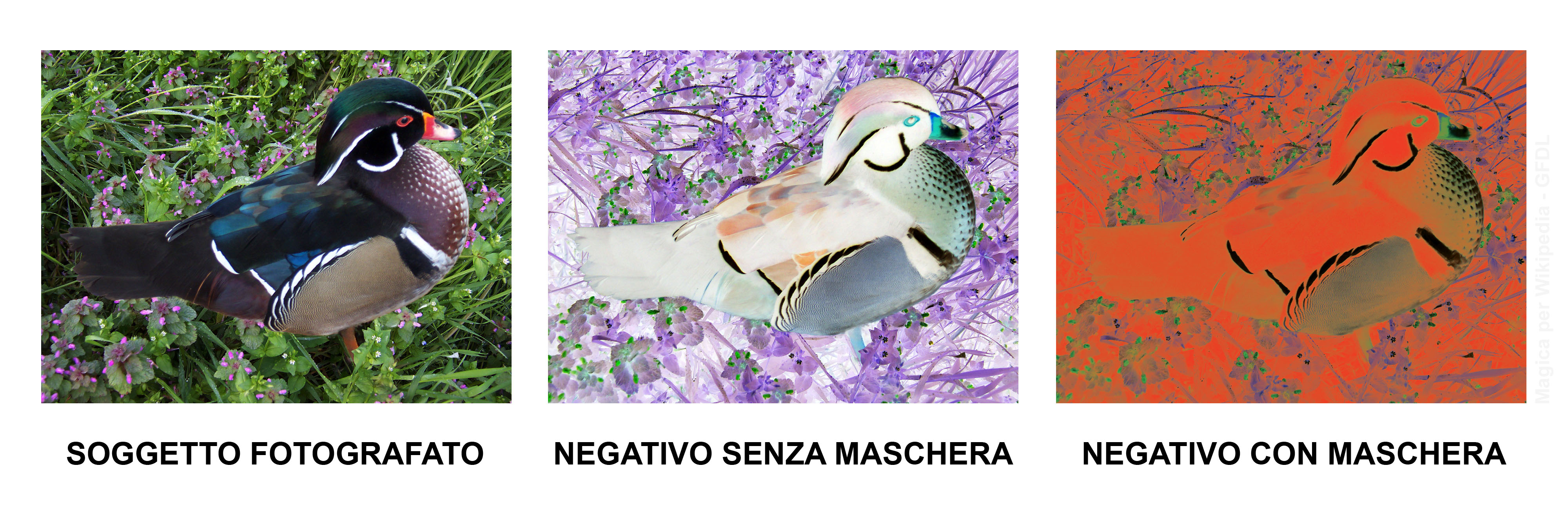
Soggetto fotografato con pellicola negativa senza maschera e con pellicola negativa con maschera a due colori

Nella figura sopra sono messi a confronto con la scena fotografata (a sinistra) un negativo senza maschera (in centro) e un negativo con maschera a due colori (a destra).
Anche le pellicole internegative, cioè destinate a produrre un positivo da un positivo (ad esempio per ottenere da quest'ultimo altre copie positive), usualmente incorporano una maschera. In questo caso però la maschera tiene conto sia delle distorsioni cromatiche dovute ai coloranti dell'internegativo stesso, sia delle distorsioni cromatiche dovute ai coloranti del positivo originale.